# Aeropuerto Internacional Imán Jomeiní
El Aeropuerto Internacional Imán Jomeiní (en persa: فرودگاه بینالمللی امام خمینی‎) está ubicado en Ahmadabad, Irán, a unos 30 kilómetros al sur de Teherán. Fue diseñado para reemplazar al Aeropuerto Internacional de Mehrabad, que está ubicado al oeste de la capital. El aeropuerto, originalmente denominado Ahmadabad, ahora lleva el nombre del Aeropuerto Internacional Imam Jomeiní, el líder de la Revolución Islámica de 1979. La construcción de la segunda terminal del aeropuerto está aún en entredicho, y lo ha estado durante los últimos cinco años.

## Historia
La construcción comenzó antes de la Revolución Islámica de 1979. El diseño original estaba basado en el del aeropuerto Love Field de Dallas (Estados Unidos), diseñado por TAMS, un consorcio de arquitectos estadounidense. Una joint venture local fue formada y llamada TAMS-AFA para llevar a cabo el diseño final y la supervisión de la construcción.
Después de la Revolución Islámica, el proyecto fue abandonado hasta que el gobierno iraní decidió diseñar y construir el aeropuerto usando know-how local. La compañía francesa ADP fue escogida para dirigir los trabajos de diseño e ingeniería, y el contrato de diseño y construcción fue asignado a la empresa local Kayson para llevar a cabo la construcción. Después de dos años de trabajo este contrato fue abandonado y se reasignó a la empresa pública (Bonyad) Mostazafan & Janbazan.
Cuando terminó la construcción de la primera terminal, la Organización de Aviación Civil iraní decidió asignar la operación del aeropuerto junto con la construcción de la segunda terminal al consorcio TAV, formado por dos empresas turcas (Tepe y Akfen) y una empresa austríaca (Vie).
La apertura original del aeropuerto estaba pautada para el 1 de febrero de 2004, al principio de las celebraciones del "Amanecer de Diez días" (1-11 de febrero), que marcaban el aniversario de la Revolución Islámica de 1979.
Existieron numerosos inconvenientes relacionados con la construcción del aeropuerto, incluyendo el suministro de combustible, y un retraso en la firma del acuerdo con el Ministerio Iraní de Petróleo, que causó un retraso en la apertura del aeropuerto hasta el 8 de mayo de 2004.
Días antes de la inauguración el 8 de mayo, dos aerolíneas locales rehusaron cambiar sus operaciones al nuevo aeropuerto. El diario económico Hayat-e-No citaba a Ali Abedzadeh, director de la aerolínea de capital mixto Iran Aseman Airlines declarando "Nosotros no volaremos desde un aeropuerto manejado por extranjeros". Posterior a esto, se le ordenó al consorcio TAV retirar su personal y equipos del aeropuerto, y el 8 de mayo las operaciones del aeropuerto fueron transferidas a Iran Air. Sin embargo, ese mismo día, unas pocas horas después de la entrada en servicio del aeropuerto, los Guardias Revolucionarios de las Fuerzas Armadas de Irán lo cerraron, alegando amenazas a la seguridad del mismo debido al uso de extranjeros en la administración del aeropuerto, si bien luego se determinó que esos informes eran falsos, ya que los empleados del consorcio TAV habían evacuado el aeropuerto días antes. Solo se permitió el aterrizaje de un vuelo de Emirates proveniente de Dubái. El siguiente vuelo proveniente de Dubái, un vuelo operado por Iran Air, fue forzado a aterrizar en el Aeropuerto Internacional de Isfahán, porque el Aeropuerto Internacional de Mehrabad no permitió su aterrizaje después de que el aeropuerto Imán Jomeini fue cerrado por las Fuerzas Armadas. El resto de los vuelos del día fueron desviados a Mehrabad. El 11 de mayo, en una reunión entre el Subsecretario del Ministerio de Asuntos Exteriores turco, Ugur Ziyal, y el ministro de Asuntos Exteriores iraní, Kamal Jarrazi, se dejó conocer que el alto funcionario turco expresó incomodidad acerca de las acciones de las fuerzas armadas iraníes.
El aeropuerto resumió actividades el 13 de mayo, y según declaraciones del Subjefe del Estado Mayor iraní, el comandante general Alireza Afshar, "dado que compañías extranjeras no estarán más a cargo de la operación del aeropuerto, los obstáculos de seguridad desaparecerán". Los representantes de TAV, que habían acordado esperar dos semanas para llegar a un acuerdo sobre la disputa, declararon que por lo que ellos sabían, el acuerdo que habían firmado con el gobierno de Irán el año anterior para operar la Terminal 1 del aeropuerto aun seguía en vigor.
Para complicar aún más la situación, el 29 de abril de 2005, el Reino Unido y Canadá advirtieron a sus ciudadanos sobre las condiciones del aeropuerto, debido a la falta de seguridad de su pista de aterrizaje, que por lo visto había sido construida sobre antiguos qanats (arroyos subterráneos). Los funcionarios del gobierno Iraní confrontaron esas denuncias declarando que no había problemas de seguridad y que la Organización de Aviación Civil Internacional había inspeccionado y aprobado el aeropuerto.
Los Guardias Revolucionarios fueron asignados como los operadores temporales del aeropuerto después de que Iran Air renunciara en enero de 2008. Sin embargo, el Gobierno iraní envió una solicitud a IETA para extender la operación del aeropuerto por parte de la Sepah hasta agosto de 2009. Se cree que esta solicitud fue aceptada. Sin embargo, 85% de los encuestados han calificado a los servicios del aeropuerto como “pobres” o “regulares”.

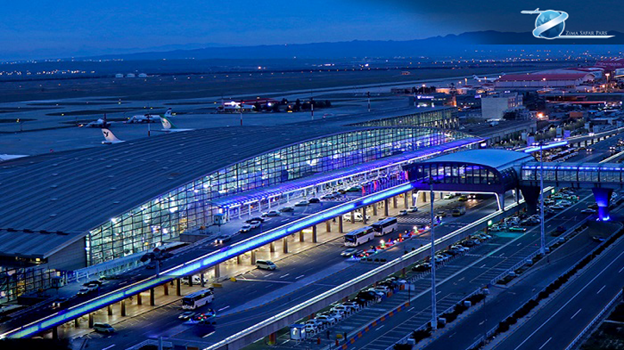
imam khomeini airport

### Protesta de pasajeros en 2008
El 4 de enero de 2008, una enorme tormenta cayó a través de las provincias de Teherán y Gilan, quizás la más grande que el país haya visto en los últimos 50 años. Como resultado, todos los vuelos fueron cancelados por una semana entera, debido a las malas condiciones meteorológicas. Sin embargo, debido a la carencia de servicios básicos y comodidades en el aeropuerto, tales como restaurantes, hoteles en las cercanías, tiendas libres de impuestos y, sobre todo, falta de información actualizada, un grupo de pasajeros molestos montaron una violenta y ruidosa protesta dentro del aeropuerto, demandando respuestas, suministros gratuitos e incluso la renuncia del operador del aeropuerto, Iran Air. Como resultado de las protestas, se les fue ordenado a los empleados del aeropuerto y de las aerolíneas a interumpir la cooperación pacífica con los pasajeros y comenzaron a ignorarles totalmente, sin importar las demandas que tuvieran. Entonces, en represalia, los pasajeros (que estaban determinados a obtener respuestas del aeropuerto de una manera u otra) comenzaron a atacar a empleados de las aerolíneas. Incluso, un miembro de cabina de Air France falleció después de una pelea con un pasajero muy enojado[cita requerida].
La situación fue resuelta de manera pacífica por la policía de Irán, aunque decidió iniciar acciones legales en contra de los pasajeros, algo con lo que los empleados del aeropuerto y de las aerolíneas no estaban de acuerdo. Como resultado de todo esto, Iran Air renunció oficialmente como operador del aeropuerto el día 13 de enero de 2008[cita requerida].

### Transferencia de vuelos desde Mehrabad
El 26 de octubre de 2007, se anunció que desde el día 28 de octubre de 2007 a las 12:00 a. m., todos los vuelos internacionales, excepto los que enlazan Teherán con Damasco, Yida y Medina, serían transferidos al Aeropuerto Imán Jomeini, y este se convertiría en el nuevo aeropuerto internacional de Teherán.
La mudanza de los vuelos y demás operaciones del Aeropuerto Internacional de Mehrabad al Aeropuerto Imán Jomeini ha sido gradual, comenzando con los vuelos que tienen como destino los países del Golfo Pérsico. Todos los vuelos han sido transferidos al aeropuerto, excepto los vuelos de cabotaje, los vuelos religiosos a Arabia Saudita en las temporadas de peregrinación Hajj y Umrah, y algunos vuelos de carga.

### Tasas de salida
La tasa aeroportuaria (en persa, avârez عوارض) para cada ciudadano iraní, sin importar su edad, es de 150,000 riales por la primera vez en un año (desde el 1 de farvardín, equivalente al 19-22 de marzo según los años, hasta el último día de esfand, equivalente al 18-21 de marzo) y 200.000 riales por la segunda vez. Esta tasa es para la mayoría de los vuelos; sin embargo, la tasa es de 300.000 riales por la primera vez en un año, y 40.000 riales por la segunda vez  en un año para aquellos pasajeros viajando hacia el Reino Unido, Emiratos Árabes Unidos y Turquía. 10,500 riales equivalen aproximadamente a 1 dólar estadounidense o 5,32 yuanes de China.
Actualmente, la tasa aeroportuaria es de 250.000 riales para vuelos a cualquier destino, sin importar el número de vuelos al año. El 24 de agosto de 2008 esta tasa cambió, para exonerar a los expatriados iraníes que regresan a Irán. Por eso ahora cualquier ciudadano iraní que sea portador además de un pasaporte de otro país, o que posea residencia legal en otro país, está exonerado de pagar la tasa aeroportuaria.

### Irán compensará a la empresa turca TAV
Irán ha acordado pagar 5,7 millones de dólares en compensaciones a la empresa turca TAV Airports Holding después de cancelar en 2004 su contrato para operar el aeropuerto Imán Jomeini, según informes de una agencia de noticias iraní. La agencia de noticias Mehr citó fuentes declarando que el gabinete iraní aprobó que la nación cancelara la suma de 5,7 millones de dólares a TAV, si bien no se aclaró si la suma era parte o la totalidad de los reclamos de compensación introducidos por TAV. No se pudo contactar a funcionarios oficiales para confirmar esta versión. La empresa TAV ganó en el año 2003 un contrato para operar la Terminal 1 del nuevo aeropuerto internacional, y construir la Terminal 2 a un costo de unos 200 millones de dólares. Pero el proyecto fue detenido después de que los revolucionarios islámicos de línea dura se opusieran a tener una compañía extranjera administrando un aeropuerto en el país. El aeropuerto fue reabierto bajo la administración de la aerolínea estatal iraní Iran Air. El consorcio TAV había invertido 15 millones de dólares en el aeropuerto, pero fue expulsado en la víspera de los primeros vuelos de 2004 por los Guardianes de la Revolución.

## Aerolíneas y destinos

### Aerolíneas

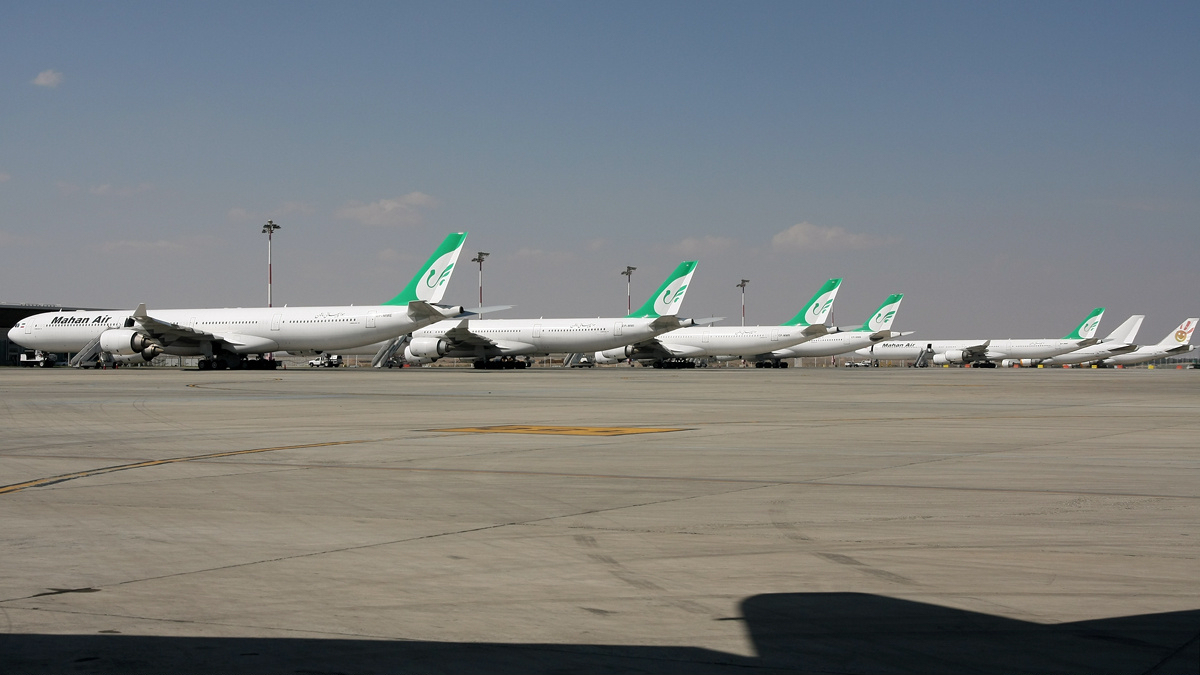
Aviones de Mahan Air estacionados en la rampa

Las compañías que se dan abajo operan en el aeropuerto Imán Jomeini a junio de 2019.
- Aeroflot - Moscú-Sheremétievo
- Air Arabia - Sharjah
- ATA Airlines - Kazán,[7] Náyaf
- AtlasGlobal - Adana, Esmirna, Estambul
- Austrian Airlines - Viena
- Azerbaijan Airlines - Bakú
- Caspian Airlines - Bagdad, Náyaf, Solimania
- Cham Wings Airlines - Damasco
- China Southern Airlines - Urumchi
- Emirates - Dubái
- Iran Air - Ámsterdam, Ankara, Bagdad, Bakú, Beirut, Bombay, Colonia/Bonn, Denizli, Dubái, Esmirna, Estambul, Estocolmo-Arlanda, Fráncfort del Meno, Gotemburgo, Hamburgo, Isparta, Karachi, Kuwait, Londres-Heathrow, Milán-Malpensa, Moscú-Sheremétievo, Náyaf, París-Charles de Gaulle, Tiflis, Viena
- Iran Airtour - Estambul
- Iran Aseman Airlines - Esmirna, Estambul
- Iraqi Airways - Bagdad, Nasiria, Náyaf, Solimania
- Kam Air - Mazar-e Sarif
- Kuwait Airways - Kuwait
- Lufthansa - Fráncfort del Meno
- Mahan Air - Almatý, Ankara, Bakú, Bangkok-Suvarnabhumi, Barcelona, Cantón, Caracas, Delhi, Dubái, Düsseldorf, Erbil, Ereván, Estambul, Kabul, Kiev-Boryspil, Kuala Lumpur, Lahore, Milán-Malpensa, Moscú-Vnúkovo, Múnich, Náyaf, París-Charles de Gaulle, Pekín-Capital, San Petersburgo, Shanghái-Pudong, Shenzhen, Solimania
- Meraj Air - Denizli, Estambul, Náyaf
- Oman Air - Mascate
- Pegasus Airlines - Estambul-Sabiha Gökçen
- Qatar Airways - Doha
- Qeshm Air - Bagdad, Bruselas,[8] Denizli, Dubái, Estambul, Náyaf, Tabriz, Tiflis
- SalamAir - Mascate
- SunExpress - Adana, Esmirna
- Turkish Airlines - Estambul, Estambul-Sabiha Gökçen
- Ukraine International Airlines - Kiev-Boryspil
- Zagros Airlines - Náyaf

### Destinos
El aeropuerto alberga a más de 130 aerolíneas con vuelos a todo el mundo.
| Ciudades por países   | Nombre del aeropuerto                              | Aerolíneas                                                               | Aeronaves | Frecuencias semanales |        |
| África                | África                                             | África                                                                   | África    | África                | África |
| --------------------- | -------------------------------------------------- | ------------------------------------------------------------------------ | --------- | --------------------- | ------ |
| Marruecos             |                                                    |                                                                          |           |                       |        |
| Casablanca            | Aeropuerto Internacional Mohammed V                | Mahan Air (Chárter Estacional)                                           |           |                       |        |
| Marrakech             | Aeropuerto de Marrakech-Menara                     | Mahan Air (Chárter Estacional)                                           |           |                       |        |
| Mauricio              |                                                    |                                                                          |           |                       |        |
| Puerto Louis          | Aeropuerto Internacional Sir Seewoosagur Ramgoolam | Mahan Air (Chárter Estacional)                                           |           |                       |        |
| Asia                  |                                                    |                                                                          |           |                       |        |
| Afganistán            |                                                    |                                                                          |           |                       |        |
| Kabul                 | Aeropuerto Internacional Hamid Karzai              | Mahan Air                                                                |           |                       |        |
| Armenia               |                                                    |                                                                          |           |                       |        |
| Ereván                | Aeropuerto Internacional de Zvartnots              | Mahan Air                                                                |           |                       |        |
| Azerbaiyán            |                                                    |                                                                          |           |                       |        |
| Bakú                  | Aeropuerto Internacional Heydar Aliyev             | Buta Airways Iran Air                                                    |           |                       |        |
| China                 |                                                    |                                                                          |           |                       |        |
| Guangzhou             | Aeropuerto Internacional de Cantón-Baiyun          | Mahan Air                                                                |           |                       |        |
| Pekín                 | Aeropuerto Internacional de Pekín-Capital          | Mahan Air                                                                |           |                       |        |
| Shanghái              | Aeropuerto Internacional Pudong                    | Mahan Air                                                                |           |                       |        |
| Shenzhen              | Aeropuerto Internacional de Shenzhen-Bao'an        | Mahan Air                                                                |           |                       |        |
| EAU                   |                                                    |                                                                          |           |                       |        |
| Dubái                 | Aeropuerto Internacional de Dubái                  | Emirates Flydubai Iran Air Mahan Air Qeshm Air                           | B737      |                       |        |
| Sharjah               | Aeropuerto Internacional de Sharjah                | Air Arabia                                                               | A32x      |                       |        |
| Georgia               |                                                    |                                                                          |           |                       |        |
| Tiflis                | Aeropuerto Internacional de Tiflis                 | Iran Air Qeshm Air (Estacional)                                          |           |                       |        |
| India                 |                                                    |                                                                          |           |                       |        |
| Bombay                | Aeropuerto Internacional Chhatrapati Shivaji       | Iran Air                                                                 |           |                       |        |
| Nueva Delhi           | Aeropuerto Internacional Indira Gandhi             | Mahan Air                                                                |           |                       |        |
| Indonesia             |                                                    |                                                                          |           |                       |        |
| Denpasar              | Aeropuerto Internacional Ngurah Rai                | Mahan Air (Chárter Estacional)                                           |           |                       |        |
| Irak                  |                                                    |                                                                          |           |                       |        |
| Bagdad                | Aeropuerto Internacional de Bagdad                 | Caspian Airlines Iran Air Iraqi Airways Mahan Air                        |           |                       |        |
| Erbil                 | Aeropuerto Internacional de Erbil                  | Mahan Air                                                                |           |                       |        |
| Nasiriya              | Imam Ali Air Base                                  | Iraqi Airways                                                            |           |                       |        |
| Nayaf                 | Aeropuerto Internacional de Nayaf                  | ATA Airlines Caspian Airlines Iran Air Iraqi Airways Mahan Air Qeshm Air |           |                       |        |
| Suleimaniya           | Aeropuerto Internacional de Suleimaniya            | Caspian Airlines Iraqi Airways Mahan Air                                 |           |                       |        |
| Kazajistán            |                                                    |                                                                          |           |                       |        |
| Almatý                | Aeropuerto Internacional de Almatý                 | Mahan Air                                                                |           |                       |        |
| Kuwait                |                                                    |                                                                          |           |                       |        |
| Ciudad de Kuwait      | Aeropuerto Internacional de Kuwait                 | Iran Air Kuwait Airways                                                  |           |                       |        |
| Líbano                |                                                    |                                                                          |           |                       |        |
| Beirut                | Aeropuerto Internacional Rafic Hariri              | Iran Air Mahan Air                                                       |           |                       |        |
| Malasia               |                                                    |                                                                          |           |                       |        |
| Kuala Lumpur          | Aeropuerto Internacional de Kuala Lumpur           | Mahan Air                                                                |           |                       |        |
| Omán                  |                                                    |                                                                          |           |                       |        |
| Mascate               | Aeropuerto Internacional de Seeb                   | Oman Air SalamAir                                                        | B7x7      |                       |        |
| Pakistán              |                                                    |                                                                          |           |                       |        |
| Karachi               | Aeropuerto Internacional Jinnah                    | Iran Air                                                                 |           |                       |        |
| Lahore                | Aeropuerto Internacional Allama Iqbal              | Mahan Air                                                                |           |                       |        |
| Catar                 |                                                    |                                                                          |           |                       |        |
| Doha                  | Aeropuerto Internacional Hamad                     | Qatar Airways                                                            |           |                       |        |
| Siria                 |                                                    |                                                                          |           |                       |        |
| Damasco               | Aeropuerto Internacional de Damasco                | Cham Wings Airlines                                                      | A320-200  |                       |        |
| Tailandia             |                                                    |                                                                          |           |                       |        |
| Bangkok               | Aeropuerto Internacional Suvarnabhumi              | Mahan Air                                                                |           |                       |        |
| Turquía               |                                                    |                                                                          |           |                       |        |
| Ankara                | Aeropuerto Internacional Esenboğa                  | Iran Air Mahan Air                                                       |           |                       |        |
| Estambul              | Aeropuerto Internacional de Estambul               | Iran Air Iran Aseman Airlines Mahan Air Turkish Airlines                 |           |                       |        |
| Estambul              | Aeropuerto Internacional Sabiha Gökçen             | Pegasus Airlines Turkish Airlines                                        |           |                       |        |
| Vietnam               |                                                    |                                                                          |           |                       |        |
| Ciudad de Ho Chi Minh | Aeropuerto Internacional de Tan Son Nhat           | Mahan Air (Chárter Estacional)                                           |           |                       |        |
| Hanói                 | Aeropuerto Internacional de Nội Bài                | Mahan Air (Chárter Estacional)                                           |           |                       |        |
| Europa                |                                                    |                                                                          |           |                       |        |
| Alemania              |                                                    |                                                                          |           |                       |        |
| Berlín                | Aeropuerto de Berlín-Brandeburgo Willy Brandt      | Iran Air                                                                 |           |                       |        |
| Colonia               | Aeropuerto de Colonia/Bonn                         | Iran Air                                                                 |           |                       |        |
| Fráncfort             | Aeropuerto de Fráncfort del Meno                   | Iran Air Lufthansa                                                       |           |                       |        |
| Hamburgo              | Aeropuerto de Hamburgo                             | Iran Air                                                                 |           |                       |        |
| Austria               |                                                    |                                                                          |           |                       |        |
| Viena                 | Aeropuerto de Viena                                | Austrian Airlines Iran Air                                               |           |                       |        |
| Bielorrusia           |                                                    |                                                                          |           |                       |        |
| Minsk                 | Aeropuerto Internacional de Minsk                  | Iran Aseman Airlines Mahan Air                                           |           |                       |        |
| Bélgica               |                                                    |                                                                          |           |                       |        |
| Bruselas              | Aeropuerto de Bruselas-National                    | Qeshm Air                                                                |           |                       |        |
| España                |                                                    |                                                                          |           |                       |        |
| Barcelona             | Aeropuerto de Barcelona-El Prat                    | Mahan Air                                                                |           |                       |        |
| Madrid                | Aeropuerto de Madrid-Barajas                       | Iran Air                                                                 |           |                       |        |
| Francia               |                                                    |                                                                          |           |                       |        |
| París                 | Aeropuerto de París-Charles de Gaulle              | Iran Air                                                                 |           |                       |        |
| Italia                |                                                    |                                                                          |           |                       |        |
| Milán                 | Aeropuerto de Milán-Malpensa                       | Iran Air Mahan Air                                                       |           |                       |        |
| Roma                  | Aeropuerto de Roma-Fiumicino                       | Mahan Air                                                                |           |                       |        |
| Países Bajos          |                                                    |                                                                          |           |                       |        |
| Ámsterdam             | Aeropuerto de Ámsterdam-Schiphol                   | Iran Air                                                                 |           |                       |        |
| Reino Unido           |                                                    |                                                                          |           |                       |        |
| Londres               | Aeropuerto de Londres-Heathrow                     | Iran Air                                                                 |           |                       |        |
| Rusia                 |                                                    |                                                                          |           |                       |        |
| Kazán                 | Aeropuerto Internacional de Kazán                  | ATA Airlines                                                             |           |                       |        |
| Moscú                 | Aeropuerto Internacional de Moscú-Sheremétievo     | Aeroflot Iran Air Mahan Air                                              |           |                       |        |
| Moscú                 | Aeropuerto Internacional de Moscú-Vnukovo          | Mahan Air                                                                |           |                       |        |
| San Petersburgo       | Aeropuerto Internacional Púlkovo                   | Mahan Air Qeshm Air                                                      |           |                       |        |
| Sochi                 | Aeropuerto Internacional de Sochi                  | Mahan Air                                                                |           |                       |        |
| Serbia                |                                                    |                                                                          |           |                       |        |
| Belgrado              | Aeropuerto de Belgrado-Nikola Tesla                | Mahan Air                                                                |           |                       |        |
| Suecia                |                                                    |                                                                          |           |                       |        |
| Estocolmo             | Aeropuerto de Estocolmo-Arlanda                    | Iran Air                                                                 |           |                       |        |
| Gotemburgo            | Aeropuerto de Gotemburgo-Landvetter                | Iran Air                                                                 |           |                       |        |

## Estadísticas

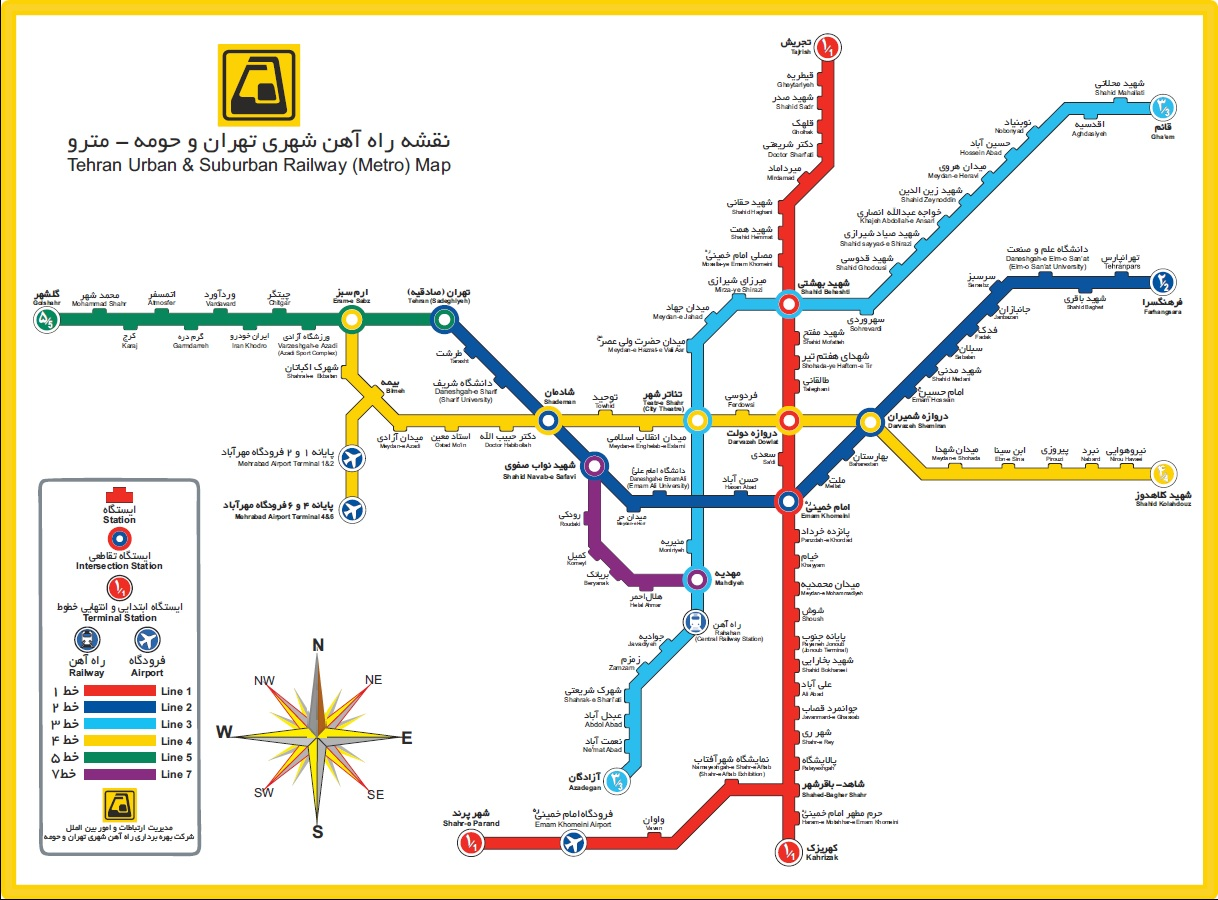
Mapa del Metro de Teherán

Ver fuente y consulta Wikidata.

## Accidentes e incidentes
El 15 de diciembre de 2007, el vuelo 433 de  KLM, un Airbus A330-200 procedente de Ámsterdam colisionó con un Airbus 340-300 de Lufthansa con destino a Frankfurt. El accidente, que ocurrió a las 3:00 hora local, no causó heridos, pero provocó la cancelación del vuelo 601 de Lufthansa. La aeronave holandesa se disponía a detenerse en uno de los conductos de abordaje del aeropuerto cuando impactó contra el ala del avión de Lufthansa que se desplazaba hacia la pista de despegue. Ninguna de las dos aeronaves sufrió daño severo alguno.
El 4 de enero de 2008 se incendiaron tres motores de un Boeing 747-100B de Iran Air mientras la aeronave aterrizaba en el Aeropuerto Imán Jomeini. Afortunadamente, la nieve que estaba cayendo en ese momento en el aeropuerto extinguió el fuego y la aeronave volvió a prestar servicio dos días después del incidente.
El 16 de julio de 2009 el Vuelo 7908 de Caspian Airlines del Túpolev Tu-154 se estrelló por causas de un fallo mecánico a 16 minutos de haber despegado de Teherán con rumbo al Aeropuerto Internacional de Zvartnots de Ereván, Armenia.